# Вечеря Киприана
Ве́черя Киприа́на, Киприа́нов пир (лат. Cena Cypriani или Coena Cypriani) — анонимная средневековая ритмическая проза на латинском языке в стиле гротеска. В 877 году произведение переложено в стихах римским церковным писателем Иоанном Диаконом.
Сюжетом произведения является грандиозный пир, организованный неким царём Иоилем в Кане Галилейской. На пиру сходится множество персонажей Ветхого и Нового Завета из совершенно разных эпох, при этом их характеристики и поведение самым неожиданным образом перекликаются с текстом Библии с помощью омонимии и парономазии. Например, Христос пьёт изюмное вино (лат. passus), так как он претерпел страсти (лат. раssio), а Иуда сидит то ли на ларце со своими сребренниками, то ли на гробу предателя (лат. loculum). Это превращает «всю священную историю от Адама до Христа в материал для изображения причудливого шутовского пира».
Понимание всех нюансов текста требует от читателя или слушателя не только свободного владения средневековой латынью, но и хорошего знания библейских текстов, апокрифов и церковных писателей. Однако в средневековой Европе для любого образованного человека латынь была тем же, чем является английский в наше время, а библейские тексты и образы входили в сознание с раннего детства. Это следует учитывать при объяснении громадного успеха и распространения текста, который в наше время могут прочесть немногие специалисты.

## Сюжет
На грандиозном пиру, как сотрапезники, сходятся действующие лица Ветхого и Нового Завета — от Адама и Евы до Христа и апостолов. Они занимают места согласно Библии, которая используется при этом самым неожиданным образом: Ева садится на фи́говые листья, Каин на соху, Авель на подойник, Ной на ковчег.
Так же подобраны подаваемые участникам пира блюда: Еве достаётся ребро, Ной получает баранину. По тому же гротескному принципу построены и все остальные эпизоды. После еды (первой части античного пира) Пилат приносит воду для мытья рук, Марфа прислуживает за столом, Давид играет на арфе, Иродиада пляшет, Иуда раздаёт всем поцелуи, Ной совершенно пьян и т. п. На другой день все приносят хозяину подарки: Моисей две скрижали, Христос ягнёнка и т. п. Затем обнаруживается, что во время пира многое было украдено. Начинаются поиски украденных вещей и допрос с пристрастием всех гостей. Наконец во искупление всеобщей вины убивают одну Агарь и торжественно её погребают.

## Переводы и комментарии
Ниже приводятся первые 37 стихов «Киприанова пира» («оригинальная версия», ритмической прозой) с прокомментированным переводом на русский (условно — «Вступление» и «Рассаживание по местам»).
|    | Латинский текст                               | Перевод                                  |
| -- | --------------------------------------------- | ---------------------------------------- |
| 1  | Quidam rex nomine Iohel                       | Царь некий, звался Иоиль,                |
| 2  | nuptias faciebat                              | затеял как-то брачный пир                |
| 3  | in regione orientis,                          | в стране восточной,                      |
| 4  | in Chana Galileae.                            | в Кане Галилейской.                      |
| 5  | His nuptiis invitati sunt plures.             | На свадьбу эту многих пригласил.         |
| 6  | Igitur qui temperius loti                     | И все немедля омывались                  |
| 7  | in Iordane adfuerunt in convivio.             | в Иордане, чтобы поспеть к столу.        |
| 8  | Tunc commundavit Naaman,                      | Здесь Нееман водой очистился,            |
| 9  | aquam sparsit Amos,                           | Амос её разбрызгал,                      |
| 10 | Iacobus et Andreas attulerunt faenum.         | Иаков и Андрей принесли травы.           |
| 11 | Matheus et Petrus straverunt,                 | Матфей и Пётр расстелили,                |
| 12 | mensam posuit Salomon,                        | Соломон накрыл на стол,                  |
| 13 | atque omnes discubuerunt turbae.              | и уселись разом.                         |
| 14 | Sed cum iam locus discumbentium plenus esset, | И все места заняли,                      |
| 15 | qui superveniebant, quisque ut poterat,       | и припоздавшие кто как                   |
| 16 | locum sibi inveniebat.                        | присесть себе искали.                    |
| 17 | Primus itaque omnium sedit                    | И первым среди них присел                |
| 18 | Adam in medio, Eva super folia,               | Адам посредине, Ева на листве,           |
| 19 | Cain super aratrum, Abel supra mulgarium,     | Каин на сохе, Авель на подойнике,        |
| 20 | Noe super arcam, Iaphet super lateres,        | Ной на ковчеге, Иафет на все стороны,    |
| 21 | Abraham sub arbore, Isaac super aram,         | Авраам под дерево, Исаак на жертвенник,  |
| 22 | Iacob super petram, Loth iuxta ostium,        | Иаков на камень, Лот поближе к двери,    |
| 23 | Moyses super lapidem, Helias super pellem,    | Моисей на скрижали, Илия на коже,        |
| 24 | Danihel super tribunal, Tobias super lectum,  | Даниил на судном месте, а Товит на ложе, |
| 25 | Ioseph super modium, Beniamin super saccum    | Иосиф на мере, Вениамин на мешке,        |
| 26 | David super monticulum, Johannes in terra,    | Давид на бугре, Иоанн на земле,          |
| 27 | Pharao in arena, Lazarus super tabulam,       | Фараон на песке, а Лазарь у стола,       |
| 28 | Iesus super puteum, Zachaeus super arborem,   | Иисус у колодезя, а Закхей на дерево,    |
| 29 | Matheus in scamno, Rebecca super hydriam,     | Матфий на просмотр, а Ревекка на кувшин, |
| 30 | Raab super stuppam, Ruth super stipulam,      | Раав на лён, а Руфь на жнивьё,           |
| 31 | Tecla super fenestram, Susanna in orto,       | Фёкла к окошку, Сусанна в саду,          |
| 32 | Absalon in frondibus, Iudas super loculum,    | Авессалом в ветвях, а Иуда на гробу,     |
| 33 | Petrus in cathedra, Jacobus super rete,       | Пётр на кафедре, Иаков на неводе,        |
| 34 | Samson super colonnam, Heli super sellam,     | Самсон на колонне, Илий на седалище,     |
| 35 | Rachel super sarcinam; patiens stabat Paulus, | Рахиль на бремени, Павел на ногах,       |
| 36 | et murmurabat Esau, et dolebat Iob,           | а Исав бурчал, а Иов страдал —           |
| 37 | quod solus sedebat in stercore.               | он один сидел весь в дерьмище.           |

Полный литературный перевод (ритмопрозаической редакции) на русский язык был выполнен М. Л. Гаспаровым в 1970-х годах. Подстрочный перевод — оригинальной ритмопрозы и стихотворного переложения Иоанна — на немецкий язык с подробными комментариями дала в 1992 году Кристина Модесто. Для своих комментариев Модесто использовала немецкую Библию, основанную на переводах Лютера. В ней разбивка на книги и их последовательность не всегда совпадают с синодальным переводом.

## История создания
Автор древнейшей версии (инципит: Quidam rex nomine Iohel…) и дата её создания неизвестны (Гаспаров предполагает IX век).
К святому Киприану, епископу Карфагена в III веке, в творения которого его традиционно включали, «Киприанов пир» не имеет отношения. С конца XIX века, когда началось его научное изучение, «Киприанов пир» пытались связать с другими известными Киприанами. В их числе Киприан Галльский, поэт первой половины V века, написавший латинскую версию поэмы Heptateuchos, и некий священник Киприан, известный по его письмам к святому Иерониму за 418 год. Ни одна версия не признана окончательной, и вопрос изначального авторства остаётся открытым.
В 855 году майнцский архиепископ Рабан Мавр сделал прозаическую переработку текста и посвятил её королю Лотарю II.

В 877 году по просьбе папы Иоанна VIII римский монах Иоанн Диакон переложил текст 8-стопным хореем (инципит: Quique cupitis saltantem me Johanne cernere). Из пролога к «Вечере» видно, что она предназначалась для исполнения на школьном празднике во время пасхальных празднований, а из эпилога следует, что «Киприанов пир» имел большой успех за пиршественным столом короля Карла II. Именно стихотворное переложение Иоанна получило наибольшее распространение в средневековой Европе.
В начале XI века свою версию в прозе сделал некий Ацелин из Реймса (итал. Azelino di Reims). Начиная с XI века «Киприанов пир» пользовался громадным успехом и распространением как в первоначальной редакции, так и в различных переделках.

## Стилистика и происхождение

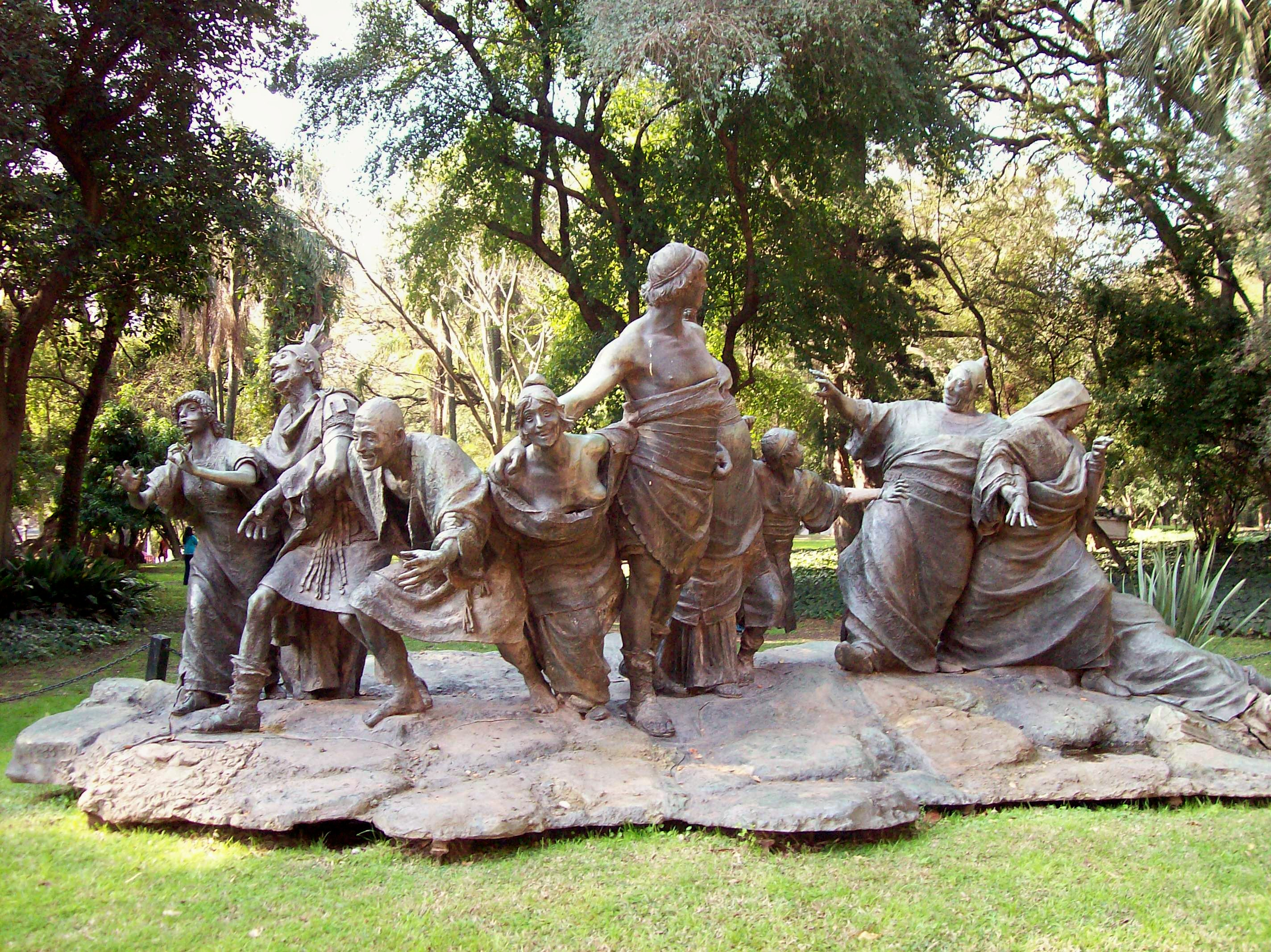
«Сатурналии», Эрнесто Бьонди, бронзовая копия 1909 года, Ботанический сад Буэнос-Айреса

Цель, которую ставил перед собой анонимный автор «Киприановой вечери», не совсем ясна. Суммируя предлагаемые версии, Михаил Бахтин выделяет три основных интерпретации. Одни исследователи (например, Брефер) считают, что автор преследовал только дидактические и чисто мнемонические цели: закрепить в памяти учеников и верующих имена и события Священного Писания.
Другие (например, Лапотр) видят здесь переработку античной сатиры «Пир» (греч. Συμπόσιον ή Κρόνια, «Пир, или Сатурналии»). В этой сатире, написанной Юлианом Отступником по-гречески в 361 году, сюжет строится вокруг пира, организованном Ромулом, на который тот созвал всех богов и всех императоров из разных эпох. При этом подробно описывается порядок появления и рассаживания гостей и каждому даётся характеристика.
Наконец, некоторые исследователи (например, Леманн) видят в «Киприановом пире» пародийное развитие проповеди веронского епископа Зенона. Бахтин считает, что епископ Зенон хотел облагородить буйные, нехристианские пиршества, которые его паства устраивала во время пасхальных праздников. Для этого он собрал в Ветхом и Новом Завете описания еды и питья и создал на их основе проповедь с элементами смеха и вольных шуток, «risus paschalis», которые допускались во время пасхальных проповедей.

## Отношение церкви

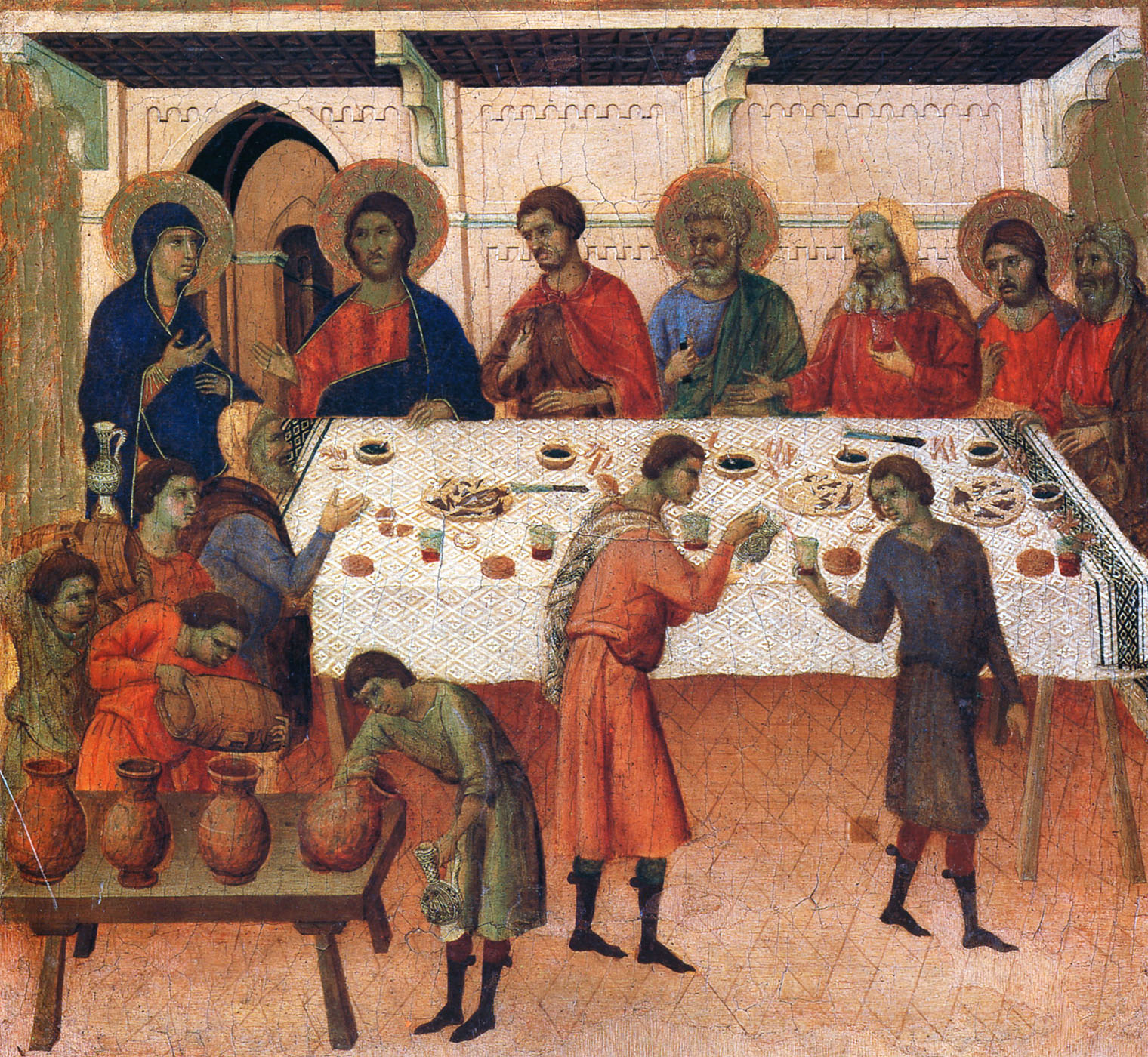
«Брак в Кане Галилейской», Дуччо ди Буонинсенья, начало XIV века

Такое свободное обращение с библейскими сюжетами и образами не рассматривалось как нечто неприемлемое. Архиепископ Рабан Мавр был весьма строгим и ортодоксальным церковником, и тем не менее не увидел в «Киприановом пире» ничего кощунственного. Наоборот, он сделал свою сокращённую редакцию и посвятил её Лотарю II. В своем посвящении он написал, что данное произведение может послужить королю «занимательным чтением» (лат. ad jocunditatem). Поэтизированная версия «Киприанова пира» и вовсе была сделана по прямой просьбе папы Иоанна VIII для представлений на Пасху.
Однако наиболее острых филиппик от верующих «Киприанов пир» удостоился уже в Новое время. Например, католический лексикограф из Франции Артур Лапотр в 1912 году написал:

<…> Только одно заключение можно сделать из явственной бессодержательности или же расточительной глупости большей части измышлений: что они суть продукты ума скверного писателя, наверняка имеющего известный запас библейских знаний, но полностью лишённого таланта и вкуса. <…> Не следует ли сделать логическое заключение, что тот был ведом злыми помыслами по отношению к священным текстам христианской религии?Оригинальный текст (фр.)<…> il ne pouvait y avoir qu'une seule conclusion á tirer de la platitude manifeste ou de l'extravagante ineptie de la plupart de ses inventions: c'est qu'elles étaient sorties de la cervelle d'un pitoyable écrivain, muni sans doute d'une certain érudition biblique, mais totalement dépourvu de talent et de goût. <…> ne devait-on pas conclure logiquement qu'il était animé d'intentions malveillantes à l'égard des livres saints du christianisme?
— Arthur Lapôtre. La Cena Cypriani et ses énigmes // Recherches de science religieuse. — Paris: RSR, 1912. — Vol. 3. — P. 596.

## «Киприанов пир» в романе «Имя розы»
В романе Умберто Эко «Имя розы» события строятся вокруг последней оставшейся в мире копии второй части «Поэтики» Аристотеля, в которой тот говорит о комедии. В результате одним из стержневых сюжетов произведения становится вопрос о смеховой культуре в целом и о допустимости смеха и шутки для служащего Богу в частности. Вершиной противостояния становится спор Вильгельма Баскервильского и Хорхе Бургосского в монастырском скриптории, где герои используют множество цитат из Библии, Отцов Церкви и прочих авторитетных церковных писателей (глава «Первого дня после часа девятого, где при посещении скриптория состоялось знакомство со многими учеными, копиистами и рубрикаторами, а также со слепым старцем, ожидающим Антихриста»). Здесь и ещё во многих местах упоминается «Киприанов пир». Вскоре один из главных героев, Адсон, видит фантасмагорический сон на сюжет «Киприанова пира», но с обитателями монастыря в качестве действующих лиц. Сон Вильгельм Баскервильский расшифровывает с точки зрения семиотики, как код, основанный на структуре и событиях Киприанова пира.

### Комментарии
1. ↑  В классической латыни cena с долгим e. В Средневековье некоторые переписчики обозначали бывшее долгое e как oe или (реже) как ae. Поэтому, в зависимости от рукописи, может быть Cena Cypriani, Coena Cypriani или Caena Cypriani, произносимое одинаково как [цэ́на циприа́ни]. При этом церковный термин «ве́черя», как эквивалент мирского «ужин», в некотором смысле вводит в заблуждение. Во времена ранней Римской империи cena означало главный дневной приём пищи около полудня. В более поздний период cena означало третий приём пищи около трёх часов пополудни, в это же время начинались пиры.
2. ↑  Быт. 2:22.
3. ↑  Быт. 8:20.
4. ↑  Лк. 10:40.
5. ↑  См. Псалтирь. В латинском оригинале (198 David citharam percussit) — на кифаре.
6. ↑  «Пляска Иродиады» стала нарицательной благодаря Иоанну Златоусту (см. «О пляске Иродиады…» Архивная копия от 12 июля 2010 на Wayback Machine), хотя по Библии плясала не Иродиада, а её дочь Саломея (Мф. 14:6).
7. ↑  Быт. 9:21.
8. ↑  О царе Иоиле в Библии ничего не говорится, есть только пророк Иоиль.
9. ↑  Отсылка к притче о царе, который «сделал брачный пир для сына своего» (Мф. 22:1).
10. ↑  Сюжет сплетается с браком в Кане Галилейской (Ин. 2:1).
11. ↑  Нееман очистился от проказы, семь раз окунувшись в Иордан (4Цар. 5:14).
12. ↑  Пророчество Амоса было интерпретировано в христианстве как указание на то, что гнев и власть божьи простираются над всеми народами мира, а не только над евреями. Отсюда «воду разбрызгал» как символ крещения водой всех вокруг (Амос. 2:1).
13. 1 2 3  В Библии целых четыре Иакова, которых путали уже на заре христианства:
  1. Иаков Запинатель (лат. Iacob), третий из библейских патриархов
  2. Иаков Зеведеев (лат. Jacobus), один из 12 апостолов, был рыбаком
  3. Иаков Алфеев (лат. Iacobus), один из 12 апостолов, вместе с Андреем проповедовал в Эдессе
  4. Иаков Праведный, один из 70 апостолов, в Средние века отождествлялся с Иаковом Алфеевым. Текст напоминает ключевые черты первых трёх и формальные различия в написании их латинских имён. В православной традиции их различают по дополнительным именам.
14. ↑  Чтобы обтереться; напоминание об их совместной деятельности в Эдессе.
15. ↑  Иногда Mattheus.
16. ↑  В оригинале непереводимая игра слов: лат. strato означает и «расстелить», и «распространить». Стих напоминает о важной роли обоих в распространении христианства.
17. ↑  Первым на самоё почётное, центральное, место стола как прародитель человеческого рода.
18. ↑  Отсылка к фиговым листьям, которыми Адам и Ева прикрыли свою наготу (Быт. 3:7).
19. ↑  «И был Авель пастырь овец, а Каин был земледелец» (Быт. 4:2).
20. ↑  Быт. 7:7.
21. ↑  В оригинале непереводимая игра слов: лат. super lateres дословно значит «на кирпичи», но читателя это также отсылает к лат. latere (сто́роны) и напоминает о Иафете как родоначальнике всех яфетических народов, в том числе всех европейцев.
22. ↑  См. Мамврийский дуб по Быт. 18:1; также «насадил Авраам при Вирсавии рощу и призвал там имя Господа, Бога вечного» (Быт. 21:33).
23. ↑  См. Жертвоприношение Исаака.
24. ↑  См. Камень Иакова.
25. ↑  Лот и его жена единственные, кому Бог позволил покинуть обречённый Содом (Быт. 19:15).
26. ↑  «И сошел Моисей с горы; в руке его были две скрижали откровения» (Исх. 32:15).
27. ↑  «И кожаным поясом подпоясан по чреслам своим» (4Цар. 1:8).
28. ↑  Двойной подтекст: 1) имя Даниил от ивр. דָּנִיֵּאל‎, Даниэль, «Бог мой судья» и 2) его деятельность относится к эпохе судей.
29. ↑  Отсылка к его долгой болезни и слепоте (Тов. 1:1), также непереводимая игра словами лат. lectus (кровать, постель) и лат. lectio (чтение фрагментов, просмотр текста): намёк на ранние дискуссии о статусе второканонической Книги Товита.
30. ↑  Хлебная мера, отсылка к Быт. 45:1. Также игра на многозначности и отсылка к проблематике закона «мера за меру» в истории Иосифа и его братьев.
31. ↑  «Обыскал, начал со старшего и окончил младшим; и нашлась чаша в мешке Вениаминовом» (Быт. 44:12).
32. ↑  По преданию, Давид был похоронен на горе Сион, лат. monticula (невысокий холм, бугор) используется как часть общего шутливого стиля.
33. ↑  Намёк на его аскетичный образ жизни.
34. ↑  См. эпизод Исхода.
35. ↑  «И Лазарь был одним из возлежавших с Ним» (Ин. 12:2).
36. ↑  «Иисус, утрудившись от пути, сел у колодезя» (Ин. 4:6).
37. ↑  «И, забежав вперед, взлез на смоковницу, чтобы увидеть Его» (Лк. 19:4).
38. ↑  Игра на созвучии между лат. scamnum (скамья) и лат. scannum (просмотр, тестирование). Между Матфием и Иустом выбор был остановлен на первом как на новом апостоле (Деян. 1:23).
39. ↑  «Спустила кувшин свой на руку свою и напоила его» (Быт. 24:18).
40. ↑  «И скрыла их в снопах льна, разложенных у неё на кровле» (Нав. 2:6).
41. ↑  Руф. 3:6.
42. ↑  «Сидела у ближнего окна дома своего и слушала день и ночь слово Божие» (апокриф Деяния Павла и Феклы, гл. 7).
43. ↑  «Когда народ уходил около полудня, Сусанна входила в сад своего мужа для прогулки» (Дан. 13:7).
44. ↑  2Цар. 18:9.
45. ↑  В оригинале непереводимая игра на многозначности слова. В классической латыни loculum означало деревянную шкатулку для денег и ценных вещей, тогда «на шкатулке» отсылает к Иудиным тридцати сребренникам за предательство (Мф. 26:15). Однако в средневековой латыни loculum также стало обозначать деревянный гроб, отсюда выражение Inter Uterum et Loculum (между маткой и гробом, то есть земная жизнь человека). В таком значении, более знакомом средневековым читателям, «на гробу» отсылает к самоубийству Иуды (Мф. 27:5).
46. ↑  По свидетельству Иеронима Стридонского, Пётр 25 лет занимал пост епископа Рима (О знаменитых мужах Архивная копия от 17 декабря 2010 на Wayback Machine, гл. 1).
47. ↑  Отсылка к его занятию рыболовством до встречи с Христом.
48. ↑  Суд. 16:30.
49. ↑  «Илий сидел на седалище при дороге у ворот и смотрел» (1Цар. 4:13).
50. ↑  лат. Sarcina и «поклажа», и «бремя» — отсылка к беременности Рахили.
51. ↑  Намёк на его миссионерскую деятельность, с которой он обошёл множество стран.
52. ↑  Быт. 27:41.
53. ↑  В Вульгате он «сидел на навозной куче» (лат. sedens in sterquilinio). Русский синодальный перевод более мягок: «и сел в пепел» (Иов. 2:8). Латинский автор максимально огрубляет ситуацию, используя слово «дерьмо», как в средневековом ругательстве Stercorem pro cerebro habes (У тебя дерьмо вместо мозгов). Это, впрочем, ближе к варианту Септуагинты, где Иов сел «на кучу экскрементов» (др.-греч. ἐπὶ τῆς κοπρίας).
54. ↑  Бахтин М. М. Вечеря Киприана. — Творчество Франсуа Рабле и народная культура средневековья и Ренессанса.
55. ↑  Умберто Эко, Заметки на полях «Имени розы».